# Apele primăverii
Apele primăverii (titlul original: în cehă Jarní vody) este un film dramatic de dragoste cehoslovac, realizat în 1968 de regizorul Václav Krška, după romanul omonim din 1872 al scriitorului Ivan Turgheniev, protagoniști fiind actorii Vít Olmer, Alžbeta Štrkulová, Květa Fialová și Marie Glázrová.

## Distribuție
- Vít Olmer – Dimitri P. Sanin
- Alžbeta Štrkulová – Gemma Roselliova
- Květa Fialová – Maria Nikolaevna Polozovova (ca Kvetoslava Fialová)
- Marie Glázrová – Lenora Roselliova, mama Gemmei
- Vladimír Krška – Hippolit Sidoric Polozov, soțul Mariei
- Josef Kemr – Pantaleone Cippatola, un prieten de casă
- Luděk Munzar – omul de afaceri Karl Klüber, logodnicul Gemmei
- Pavel Zejfart – Emilio Roselli, fratele mic al Gemmei
- Jan Schánilec – baronul Kristian von Dönhof
- Karel Hábl – von Richter
- Tomáš Sedláček – locotenentul von Stahl
- Jarmila Kronbauerová – contesa Despraunova
- Karel Jelínek – Hrabe
- Olga Jungová – Arabella Agout
- Rudolf Horák – Manfred von Callas
- Vladimír Zoubek – Latouche
- Klaudie Ferbrová – menajera Luisa
- Richard Záhorský – Komorník
- Antonín Zíb – doctorul
- Jan Kotva – servitorul hotelului
- Zbyšek Olšovský – servitorul Charles
- Ela Šilarová – doamna din diligență
- Josef Zeman – ofițerul Callanist
- Ivan Procházka – de Vincente
- Zuzana Šavrdová – slujitoarea Lény
- Aleš Svítek – mesagerul
- Jiří Cimický – majordomul
- Josef Čáp – frumoasul brunet la bal
- Jiří Mocek –
- Milivoj Uzelac sr. – dirijorul

## Literatură
- Turgheniev, Ivan, Apele primăverii, București, 1980: Editura Univers, Colecția: Clasicii literaturii universale, 712 pag.;